# Xisi
Xisi (in cinese: 西四站S, Xīsì zhànP) è una stazione della linea 4 metropolitana di Pechino. La stazione è entrata in funzione in concomitanza con l'inaugurazione dell'intera linea, avvenuta il 28 settembre 2009.

## Posizione
La stazione di Xisi si trova tra i sottodistretti di Xinjiekou, Shichahai e Jinrongjie, nel distretto di Xicheng, all'incrocio tra North Xisi North Street, Xisi South Street, Xisi East Street e Fuchengmen Inner Street.

## Struttura e impianti
La stazione di Xisi è stata costruita, relativamente alla sezione principale, secondo il metodo cut and cover, mentre la sezione centrale utilizzando la tecnica dello scavo meccanizzato. La stazione è composta da due piani sotterranei: nel primo piano vi è l'atrio, mentre al secondo piano sotterraneo sono disposti i binari ai lati di una banchina centrale. L'atrio è decorato con un murales intitolato Vecchi sogni di Pechino (京华旧梦，jīnghuá jiùmèng). La stazione presenta tre accessi, indicati con le lettere A, B e D. L'ingresso D è accessibile ai portatori di disabilità motorie grazie alla presenza di un ascensore.

## Servizi
Le stazioni dispongono di:
- Accessibilità per portatori di handicap (solo uscita D)
- Ascensori (solo uscita D)
- Scale mobili
- Emettitrice automatica biglietti
- Servizi igienici
- Sportello automatico
- Distributori automatici
- Stazione video sorvegliata
- Ufficio polizia

### Orari
Dal 30 dicembre 2010 la linea 4 condivide il percorso con la Linea Daxing; dalla stazione di Xisi, relativamente alla linea 4, si operano i servizi come segue:
- Un servizio che copre l'intera tratta, da Anheqiao Nord, da dove inizia la Linea 4, fino a Tiangongyuan, capolinea della Linea Daxing.[7]
- Un servizio ridotto che copre l'intera Linea 4 al quale si aggiunge la fermata Xingong della Linea Daxing, la prima stazione della Linea Daxing, quindi offrendo corse da Anheqiao Nord a Xingong. I passeggeri che intendono proseguire verso sud devono scendere e cambiare binario in direzione Tiangongyuan.[8]

La prima corsa direzione Anheqiao Nord parte tutti i giorni alle 5:23 da Xisi, mentre l'ultima alle 23:37. In direzione Tiangongyuan (linea Daxing), il primo treno opera alle ore 5:29 mentre l'ultimo alle 23:06. Inoltre, relativamente al servizio ridotto della linea, l'ultima corsa da Xisi parte alle 23:19 e termina a Gongyi Xiqiao alle 23:39.

### Tariffazione
- Xisi — Xingong (condiviso con la linea Daxing)
- Xisi — Tiangongyuan (condiviso con la linea Daxing)
- Xisi — Anheqiao Nord

Dalla stazione di Xisi la tariffazione parte da un prezzo di ¥3 (circa €0,40), a seconda della distanza di viaggio totale da percorrere, fino a un massimo di ¥7 (circa €1). Se si usa la carta dei trasporti, il prezzo viene scontato del 20% per le corse dopo una spese di ¥100 (circa €13) in un mese solare, del 50% per le corse dopo i ¥150 (circa €20) di spesa e superati i ¥400 di spesa (circa €52) non ci saranno ulteriori sconti.

## Interscambi
Fermata autobus